# Carlos José Pereira de Lucena
Carlos José Pereira de Lucena (Recife, Brasil, 30 de setembro de 1943) é um professor-pesquisador brasileiro.
Atua no Departamento de Informática e é diretor do Laboratório de Engenharia de Software (LES) da Pontifícia Universidade Católica do Rio de Janeiro (PUC-Rio). Um dos pioneiros da Computação no Brasil, trabalhou com o primeiro computador da América Latina. Foi um dos fundadores do departamento de informática da PUC-Rio, inclusive do seu programa de pós-graduação. É membro titular e fundador da Sociedade Brasileira de Computação.
Seus trabalhos científicos têm um dos maiores números de citações para um pesquisador brasileiro da área de ciências da computação, de acordo com o Google Acadêmico. São mais de 9.500 citações até agosto de 2018. Suas principais áreas de estudo e pesquisa são Engenharia de Software e Sistemas Multiagentes (Inteligência Artificial Distribuída). Entre outras obras acadêmicas e científicas, ele é autor de mais de 700 trabalhos arbitrados publicados, segundo versão atual na Plataforma Lattes.
É destaque na formação de recursos humanos em engenharia de software, de acordo com a Sociedade Brasileira de Computação, com participação na carreira de cerca de 2.500 pesquisadores com currículos reportados na Plataforma Lattes. Orientou, até agosto de 2018, 48 teses de doutorado e 121 dissertações de mestrado. Promove, através dos seus pós-graduados, a pesquisa básica, o desenvolvimento tecnológico, a cooperação entre universidade e empresa e o empreendedorismo.
Foi membro do Conselho Nacional de Ciência e Tecnologia da Presidência da República, representando a Academia Brasileira de Ciências por dois mandatos. Integrou conselhos, comitês e comissões de instituições como CNPq, Capes e Faperj. É reconhecido como um dos implementadores da Internet no país pela Rede Nacional de Ensino e Pesquisa (RNP), organização vinculada ao Ministério da Ciência, Tecnologia, Inovações e Comunicações (MCTIC).
Em 2014, Lucena foi um dos primeiros latino-americanos a receber o título de Fellow da Association for Computing Machinery (ACM), uma das maiores honrarias da reconhecida associação mundial em computação, que reúne a nata do segmento no mundo. No Brasil, foi premiado com a insígnia da Classe Grã-Cruz da Ordem do Mérito Científico da Presidência da República e com o Prêmio Álvaro Alberto de Ciência e Tecnologia, do Ministério da Ciência e Tecnologia, ambos entregues pelos presidentes da República de então.
Recebeu ainda os primeiros prêmios do Mérito Científico da Sociedade Brasileira de Computação, em 2002, e do Mérito Acadêmico do Conselho de Reitores de Universidades Brasileiras, em 2017.
Lucena se formou em Economia com ênfase em Matemática na PUC-Rio, em 1965, fez mestrado em Matemática (Master of Mathematics) no Department of Computer Science & Applied Analysis pela University of Waterloo, no Canadá, em 1969, doutorado em Ciência da Computação pela School of Engineering and Applied Sciences na University of California at Los Angeles (UCLA), nos Estados Unidos, em 1974, e fez pós-doutorado na IBM Research, em 1975.
Atualmente, além da atividade na PUC-Rio, é também professor adjunto da University of Waterloo, no Canadá, e pesquisador associado do Fraunhofer Institute FIRST, em Berlim, Alemanha.

## Histórico familiar e educação
Lucena nasceu em Recife, Pernambuco, em 30 de setembro de 1943. Filho de José Braz Pereira de Lucena e Violeta Duarte de Lucena, é irmão de Alfredo José Pereira de Lucena, três anos mais novo. José Braz se mudou para o Rio de Janeiro a fim de exercer a advocacia quando Lucena tinha 2 anos de idade.
Na infância, Lucena cursou as escolas Santo Antônio Maria Zaccarias e Andrews. Desde jovem desenvolveu o gosto por tocar violão, com preferência pelo jazz e a bossa nova. Outro hobby é escrever poesias e contos.
Em 1962, aos 19 anos, entrou para a universidade e graduou-se em Economia com ênfase em Matemática pela Pontifícia Universidade Católica do Rio de Janeiro (PUC-Rio), em 1965.
Seguiu fases da vida acadêmica no exterior, com mestrado no Department of Computer Science & Applied Analysis pela University of Waterloo, no Canadá (1967-1969). Concluiu com a tese “A Study on Numerical Methods for Interpolation and Function Approximation”.
Em 1972, iniciou o doutorado também fora do país de origem. Optou por Ciência da Computação (School of Engineering and Applied Sciences) pela University of California at Los Angeles (UCLA), nos Estados Unidos. Obteve o título de Doutor em 1974, com “On the Synthesis of Reliable Programs”.
Em 1975, fez pós-doutorado na IBM Research, também nos Estados Unidos.

## Carreira
Ainda estudante, Lucena começou a trabalhar com computador, chamado na década de 1960 de “cérebro eletrônico”. Seu primeiro registro na carteira de trabalho da PUC-Rio é como programador, no início dos anos sessenta. Em 1965, já era professor-assistente.
Desde 1982, Lucena é professor titular do Departamento de Informática e Coordenador do Laboratório de Engenharia de Software da PUC-Rio. Em sua carreira na universidade, atuou também como vice-reitor, decano do Centro Técnico e Científico, diretor do Departamento de Informática, por três vezes, e superintendente da Fundação Padre Leonel Franca (FPLF), entre outras funções.
Em 1980, ao lado do padre Laércio Dias de Moura S.J. e do professor Luiz Bevilacqua, foi autor de um plano diretor da PUC, que criou, entre outras coisas, a FPLF. Como vice-reitor, foi membro da Comissão de Educação do Conselho Vaticano de Cultura, presidido por Dom Eugênio Sales.

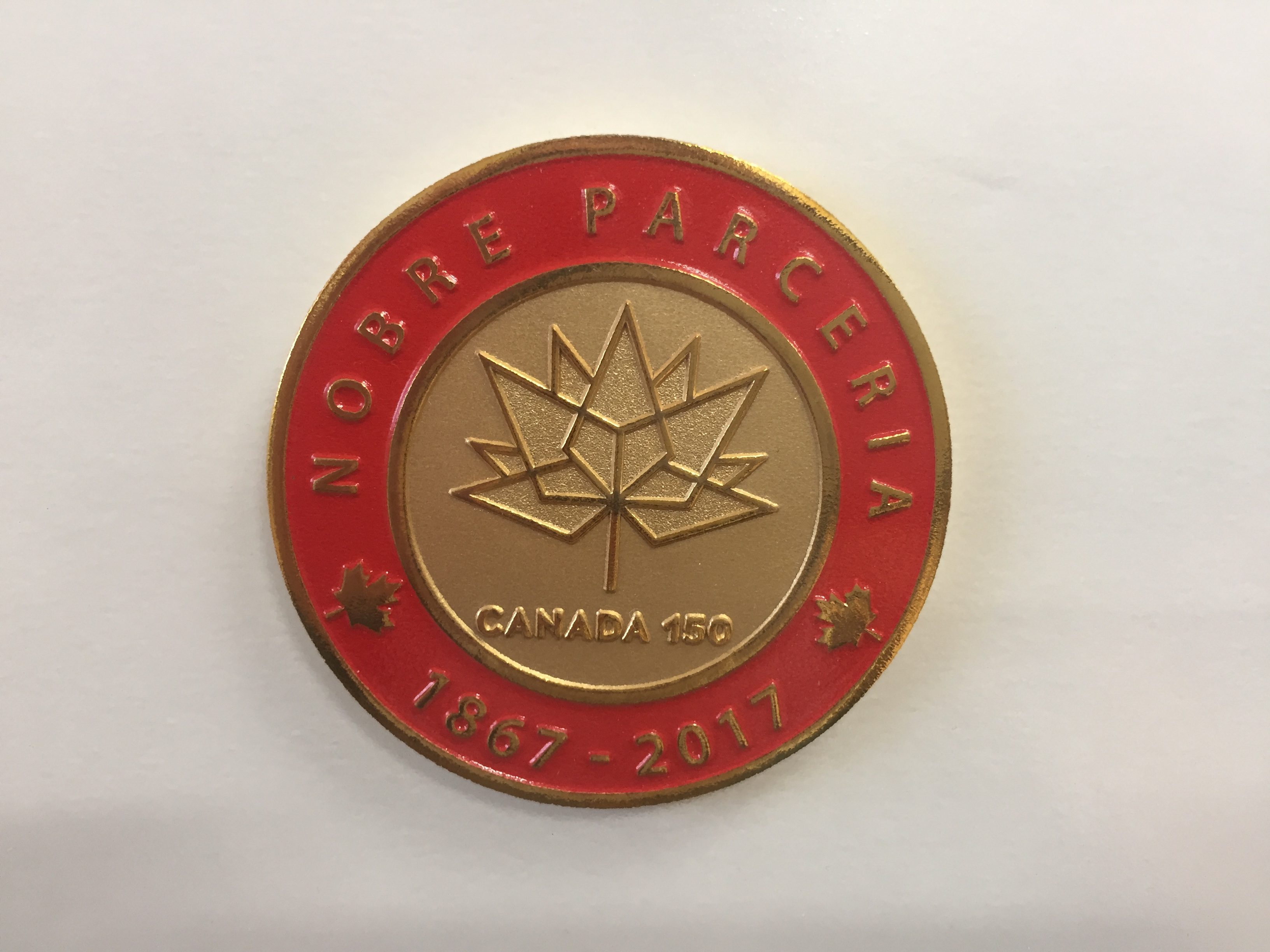
Medalha condecoração governo canadense

Tem uma forte interação com outras instituições de ensino e pesquisa no país e no exterior. Foi coordenador de cooperação científica na área de computação com a Alemanha por 25 anos; com a Argentina por 8 anos; e com o Canadá, pelos últimos 45 anos, até os dias atuais – neste caso, com estreita parceria com o professor Donald D. Cowan.
No fim dos anos setenta, foi um dos fundadores, em Valparaíso, no Chile, do CLEI – Centro Latino Americano de Estudos de Informática, o qual presidiu por dois anos.
A pedido da Universidade das Nações Unidas (UNU), ajudou a criar na China, como coordenador, no fim da década de 1980, o instituto de pesquisa tecnológica chamado International Institute for Software Engineering (IISE), com sede em Macau.
É professor adjunto da Universidade de Waterloo (Canadá) e pesquisador associado do Fraunhofer Institute FIRST, em Berlim.
Tem vasta experiência na área de Ciência da Computação, com ênfase em Métodos Formais, Engenharia de Software e Sistemas Multiagentes (Inteligência Artificial Distribuída).
Até agosto de 2018, orientou 48 teses de doutorado e 121 dissertações de mestrado, sobretudo nas linhas de pesquisa Sistemas de Software; Teoria da Programação e Inteligência Artificial.
Na promoção do empreendedorismo, fruto da cooperação entre universidade e empresa, destacam-se projetos acadêmicos e com corporações nacionais e multinacionais.
Em dezembro de 2018, foi o primeiro a ser agraciado, pela PUC-Rio, com o Diploma de Pesquisador de Destaque, em virtude dos relevantes serviços prestados à Universidade.

## Academias
Lucena é membro titular da Academia Brasileira de Ciências, da TWAS (World Academy of Sciences) e foi coordenador do Instituto Nacional de Ciências da Web (INCT). Integra ainda o quadro de Membros Titulares da Academia Nacional de Engenharia (ANE).
Foi do primeiro Comitê Assessor de Computação do CNPq, em 1976; membro da primeira Comissão de Avaliação da Capes, em 1977; e membro do Conselho Superior da Faperj, em 1987.
Faz parte do corpo editorial de diversos periódicos nacionais e internacionais de relevo: Communications of the ACM, Anais da Academia Brasileira de Ciências e Journal of Formal Aspects of Computing. Foi um dos fundadores do Journal of Agent-Oriented Software Engineering (IJAOSE).
O Google Acadêmico registra que Lucena foi o primeiro brasileiro a receber a Bolsa Guggenheim em Ciências da Computação para pesquisadores com menos de 35 anos.

## Premiações e honrarias
Entre as cerca de 60 premiações recebidas, algumas se destacam, ao longo de mais de 50 anos de atuação profissional.
Recebeu, em 2014, o título de Fellow da Association for Computing Machinery (ACM), principal e mais antiga organização do setor no mundo, que reúne mais de 200 mil membros de mais de 100 países. Apenas 1% dos associados tem o título de Fellow. Em 2009, já havia sido agraciado, pela mesma instituição, com o ACM Distinguished Scientist Award, concedido a 10% dos associados.
O professor também é Fellow da Fundação Guggenheim e da TWAS (World Academy of Sciences).

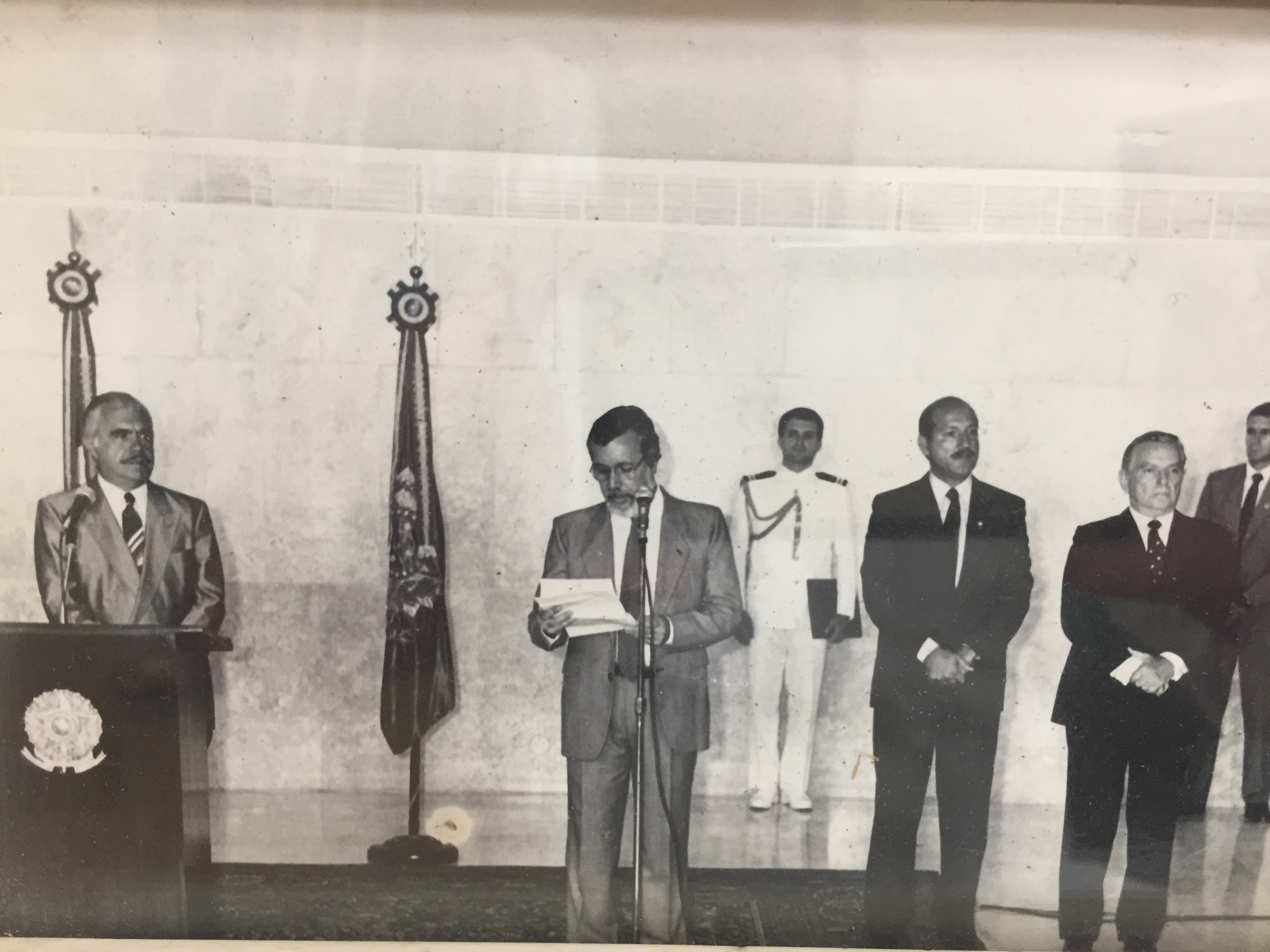
Premiação Prêmio Alvaro Alberto

No Brasil, recebeu a insígnia da Classe Grã-Cruz da Ordem do Mérito Científico da Presidência da República em 1996, durante o governo de Fernando Henrique Cardoso, além do Prêmio Álvaro Alberto de Ciências e Tecnologia, do Ministério de Ciência e Tecnologia, durante o governo José Sarney.
Foi agraciado ainda com a Medalha Carlos Chagas Filho de Mérito Científico, da Diretoria e Conselho Superior da Faperj, e vários prêmios IBM Innovation Award, entre muitos outros.
Uma homenagem em 2016 foi o Prêmio “Destaque na Formação de Recursos Humanos de Excelência em Engenharia de Software” no Congresso Brasileiro de Software – Teoria e Prática (VII CBSoft). Foi concedido pela Comissão Especial de Engenharia de Software (CEES) após análise da genealogia dos pesquisadores de Engenharia de Software do Brasil.
Essa genealogia pode ser observada em programa desenvolvido por alunos e professores que mapeou, em formato de árvore genealógica, 2510 profissionais “formados”, com background acadêmico (registrados na plataforma Lattes), a partir do nome de Lucena no topo da árvore.

## Implementação da Informática e da Internet e no país
Seja pela relevância de sua própria produção acadêmica, seja pela sua atuação frente a uma instituição como a PUC-Rio, seja pela participação na formação e orientação direta de estudantes de área tecnológica, Lucena é reconhecido como um pioneiro.
Foi um dos construtores da Internet.br, reconhecido pela Rede Nacional de Ensino e Pesquisa (RNP), organização vinculada ao Ministério da Ciência, Tecnologia, Inovações e Comunicações (MCTIC). Ele atuou na construção e desenvolvimento da Rede Acadêmica Brasileira e da Internet no Brasil.
Lucena foi o primeiro a usar o termo informática, do francês “informatique”, no Brasil. Ao redigir a documentação necessária para criar o que seria o Departamento de Ciências de Computação da PUC-Rio, trocou o termo, na última hora, para Departamento de Informática, palavra até então não utilizada no vocabulário brasileiro. A troca, que acabou popularizando a palavra informática, foi para evitar trocadilhos e piadinhas de duplo sentido com o termo “computação”, que não era muito conhecido na época.

## Publicações
Ao longo de sua trajetória, Lucena publicou mais de 700 trabalhos nos principais veículos do segmento em que atua. Desde 1990, é bolsista de produtividade em pesquisa do CNPq no nível 1A, com validade até 2020. É um dos poucos pesquisadores 1A da PUC-Rio.
A temática de pesquisa desenvolvida nos últimos 20 anos teve início com o seu livro Inteligência artificial e engenharia de software (Jorge Zahar Editor), em 1987. Desde então, seus primeiros trabalhos na nova área foram divulgados em simpósios internacionais, nos EUA e na Europa, resultando em publicações da coleção Software Engineering for Large-Scale Multi-Agent Systems (volumes I ao V, ver). Estas publicações foram escritas para o SELMAS – Software Engineering for Large Scale Multiagent Sysytem, associado à Internacional Conference for Software Engineering (ICSE), principal conferência em Engenharia de Software da área. Os coeditores Garcia e Choren eram, à época, alunos de doutorado de Lucena.

## Vida pessoal

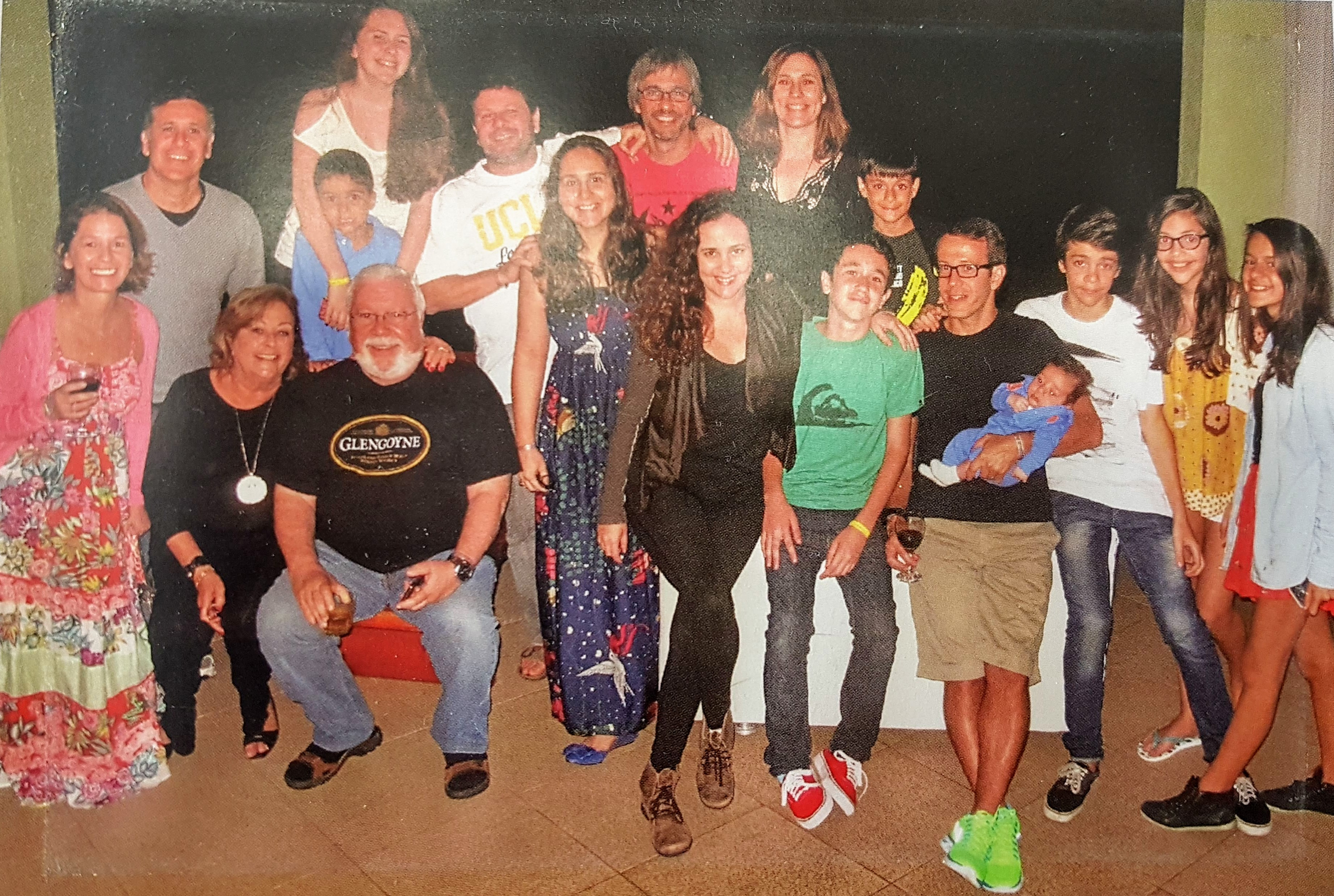
Lucena em família

Carlos Lucena é casado com Marisa Woolf Ferreira Pereira de Lucena desde 1966. Marisa, graduada em Educação, mestrado na PUC-Rio e doutorado na Coppe/UFRJ, entre 1985 e 1995, foi coordenadora de projetos inovadores de Informática na Educação no Laboratório de Engenharia de Software (LES) da PUC-Rio, até 2011. É autora do livro “Um Modelo de Escola Aberta na Internet” (Ed. Brasport, 1997).
Lucena e Marisa têm 4 filhos: Carlos Alexandre, Maria Fernanda, Carlos André e Carlos Alberto. Estes são casados, respectivamente, com: Fernanda, Paulo, Ana Cláudia e Marcela. Lucena é avô de Bruna, Pedro, Rodrigo, Paula, Bruno, Felipe, Maria Eduarda e João Felipe. Atualmente, mora no Rio de Janeiro.